# Dugway
Die Unterkünfte für Soldaten des Dugway Proving Ground im Tooele County im US-Bundesstaat Utah sind unter dem Namen Dugway wegen besonderer demokratischer Merkmale als politisch unabhängige Gebiete (Census-designated place) ausgewiesen. Die zuständige Behörde (U.S. Census Bureau) hat bei der Volkszählung 2020 eine Einwohnerzahl von 342 ermittelt.
Der Stützpunkt wurde 1942 im Zweiten Weltkrieg errichtet, um chemische und biologische Kampfstoffe zu erproben. Er liegt am Südende der Cedar Mountains, einem Horst der Basin-and-Range-Region. Östlich des Stützpunktes und der Siedlung liegt das obere Ende des Skull Valley, einem Ausläufer der Großen Salzwüste.
Die Unterkünfte am Ostrand und der einzigen Zufahrtsstraße des Militärstützpunkts der US Army werden als English Village bezeichnet, um sie vom German Village zu unterscheiden, das 1943 auf dem abgelegenen Stützpunkt errichtet wurde, um Brandbomben in ihrer Wirkung auf verschiedene, typische Hausbauweisen in Deutschland zu testen.
Die Siedlung liegt in der Sperrzone des Stützpunktes und ist nur für Militärangehörige zugänglich. Im Jahr 2020 hatte sie 342 dauerhafte Einwohner. Im Stützpunkt gibt es eine Elementary School und eine High School, beide sind primär für Kinder der Militärangehörigen bestimmt, nehmen aber auch Kinder der umliegenden Streusiedlungen im Skull Valley und Terra Valley auf.